# Aby (Aboisso)
Pour les articles homonymes, voir Aby.
Aby  est une localité du sud-est de la Côte d'Ivoire, et appartenant au département d'Aboisso, du district autonome de Comoé, dans la Région du Sud-Comoé, dépendant de la sous-préfecture d'Adjouan, située à environ 33 kilomètres du chef-lieu de la région, en bordure de la lagune Aby (la lagune Aby étant elle-même plus exactement un complexe de trois lagunes : Aby, Tendo et Ehi qui forment une vaste étendue d'eau de 424 km2. La localité d'Aby est un chef-lieu de commune.
En 2012, le gouvernent ivoirien supprime Aby des communes ainsi que 1 125 autres communes.
À Aby, nous bénéficions de la générosité de la nature. Il est borné par la forêt et l’eau (lagune Aby). Nos deux atouts naturels confèrent au village une dimension touristique qui lui vaut d’être visité. Le climat varie en fonction des saisons et est tout de même favorable à la baignade. Les profondeurs de cette lagune éloignent les nageurs de noyade. La gastronomie, manger bio fait partie des habitudes culinaires. Aby est d’un sol favorable à plusieurs cultures de consommation.

## Fondateur du village
Image du fondateur du village : Nanan Amia Bléoué.

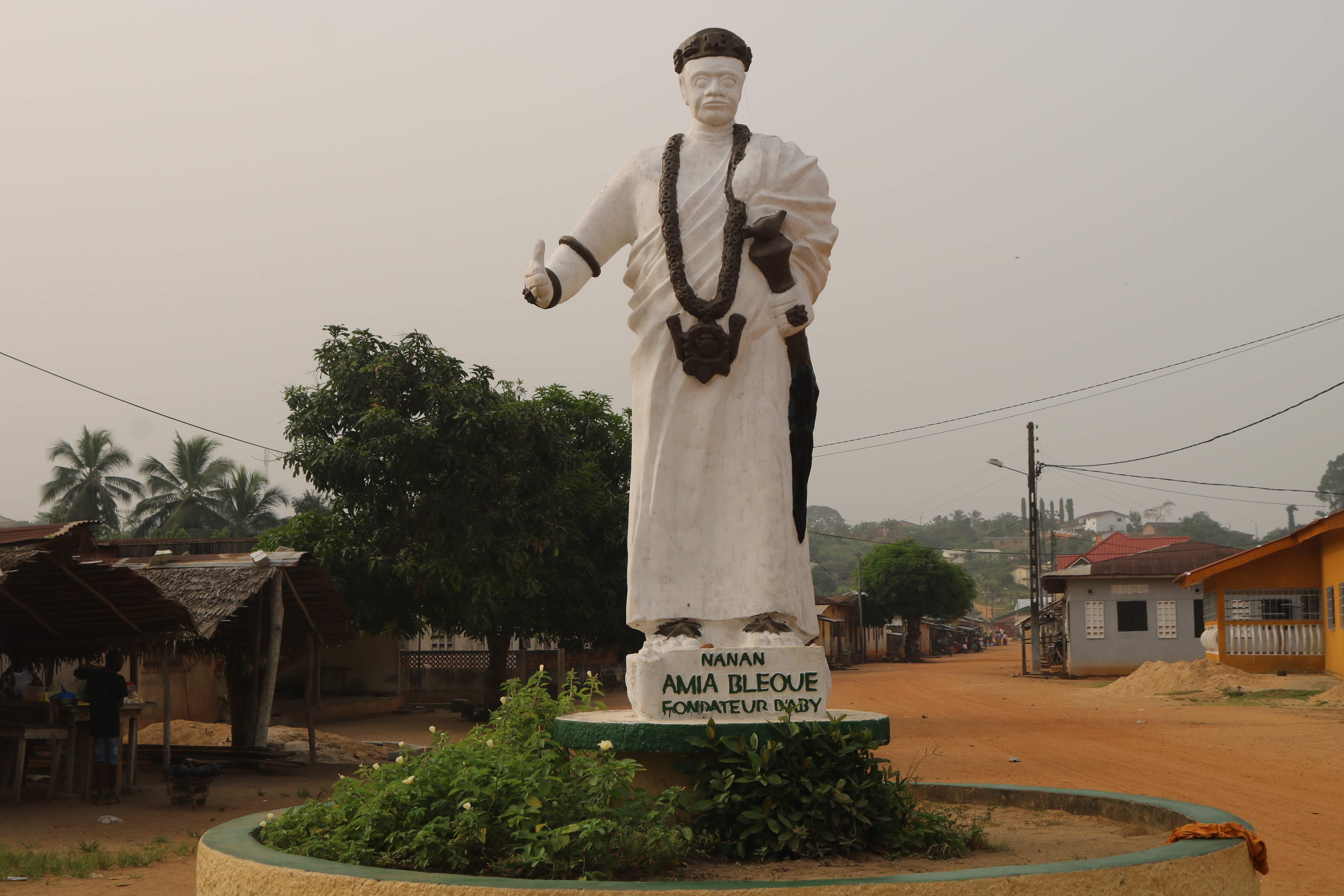
Monument du fondateur du village Aby 1.